# Simon Slåttvik
Simon Kaurin Slåttvik (* 24. Mai 1917 in Valnesfjord, Fauske, Nordland; † 5. Mai 2001 in Lillehammer) war ein norwegischer Skisportler. Er wurde 1952 Olympiasieger im Einzelwettbewerb der Nordischen Kombination.

## Werdegang
Slåttvik begann seine Sportlerlaufbahn im Alter von 15 Jahren bei regionalen Wettbewerben des Arbeitersportbundes (norwegisch Arbeidernes Idrettsforbund). 1939 gewann er die AIF-Meisterschaft. Später zog er mit seiner Familie nach Mo i Rana, wo er für den IL Stålkameratene in der Nordischen Kombination und im Skilanglauf startete. mit dem Gewinn des Norwegischen Meistertitels bei den Norwegischen Meisterschaften 1947 in Tistedalen im Einzel vor Olaf Dufseth und Eldar Hagen. 1948 gewann er erstmals den Kombinations-Wettbewerb am Holmenkollen.
Bei den Norwegischen Meisterschaften 1949 in Steinkjer gewann Slåttvik seinen zweiten nationalen Titel vor Per Gjelten und Gunder Gundersen. Bei den Nordischen Skiweltmeisterschaften 1950 in Lake Placid gewann er in der gleichen Disziplin hinter Heikki Hasu und seinem Landsmann Ottmar Gjermundshaug die Bronzemedaille. Kurze Zeit später verpasste Slåttvik bei den Norwegischen Meisterschaften 1950 in Asker seinen dritten nationalen Titel und wurde am Ende nur Dritter. Dafür gelang ihm am Holmenkollen der zweite Sieg nach 1948. 1951 wurde er mit der Holmenkollen-Medaille geehrt. Im gleichen Jahr gewann er zudem das dritte Mal das Holmenkollen-Kombinations-Rennen.
Bei den Olympischen Spielen 1952 in Oslo gehörte Slåttvik trotz seiner mittlerweile 34 Jahren zu den Favoriten in der Nordischen Kombination. Überraschend stürzte er bereits im ersten Sprung-Durchgang und lag nach diesem auf Rang 21. Nach zwei weiteren Top-Sprüngen konnte er aber schließlich das Springen noch knapp vor Heikki Hasu gewinnen. Mit Rang drei im Skilanglauf-Teil sicherte er sich schließlich den Olympiasieg. Im Skilanglauf-Einzel über 18 km erreichte Slåttvik Rang 15.
Bei den Norwegischen Meisterschaften 1953 in Oslo gelang ihm vierter und auch letzter nationaler Titelgewinn. Bei der Nordischen Skiweltmeisterschaft 1954 in Falun erreichte er noch einmal Rang fünf im Einzel der Kombination.
Slåttvik nahm noch bis ins Alter jenseits der 40 Jahre an Wettbewerben teil. Er war zudem der erste Nordische Kombinierer überhaupt, der über 100 Meter sprang. Nach dem Ende seiner Karriere betrieb er einen Kiosk in Lillehammer, wo er 2001 im Alter von 83 Jahren verstarb.

## Privates
Slåttvik war verheiratet und hat zwei Söhne. Einer davon trägt in Erinnerung an seinen Konkurrenten und Freund Heikki Hasu den Namen Heikki.